# 奥芬那君
奥芬那君（INN：Orphenadrine）用于治疗肌肉痛（包括下背痛）和帕金森症候群 。可以口服或注射服用。
常见副作用包括口干、心率过快、尿瀦留、视力模糊、恶心、嗜睡和便秘。其他副作用包括可能發生严重过敏反应。孕期使用的安全性不明。它是一种抗膽鹼劑和抗組織胺藥。作用原理仍不完全清楚。
奥芬那君于 1940 年代开发，并于 1957 年在美国取得醫療使用許可 。已有學名药流通於市。